# The Bronze
The Bronze is een Amerikaanse film uit 2015 onder regie van Bryan Buckley. De film ging in première op 22 januari op het Sundance Film Festival in de U.S. Dramatic Competition.

## Verhaal
In 2004 werd Hope Annabelle Greggory een heldin toen ze de bronzen medaille won voor het Amerikaans vrouwenturnteam. Vandaag leeft ze in haar kleine geboorteplaats, verbitterd, door iedereen vergeten en vastklampend aan haar vergane glorie. Hope wordt gedwongen haar leven terug op te nemen wanneer een veelbelovende jonge turnster die haar bewondert, haar lokale status van beroemdheid dreigt aan te tasten.

## Rolverdeling
| Acteur              | Personage               |
| ------------------- | ----------------------- |
| Melissa Rauch       | Hope Annabelle Greggory |
| Gary Cole           | Stan Greggory           |
| Thomas Middleditch  | Ben Lawfort             |
| Sebastian Stan      | Lance Tucker            |
| Haley Lu Richardson | Maggie Townsend         |
| Cecily Strong       | Janice Townsend         |